# Gusman Kosanov
Gusman Sittykovič Kosanov (in russo Гусман Ситтыкович Косанов?; Izatulla, 25 maggio 1935 – Almaty, 19 luglio 1990) è stato un velocista sovietico.

## Palmarès
| Anno | Manifestazione  | Sede | Evento  | Risultato | Prestazione | Note |
| ---- | --------------- | ---- | ------- | --------- | ----------- | ---- |
| 1960 | Giochi olimpici | Roma | 4×100 m | Argento   | 40"1        |      |